# Здание Лукьяновского полицейского участка
Здание Лукьяновского полицейского участка (укр. Будинок Лук'янівської поліційної дільниці) — историческое здание города Киева, расположенное на улице Сечевых Стрельцов, 91 возле кинотеатра «Киевская Русь». Площадь — 1385.7 м2. Кадастровый номер — 8000000000:91:139:0001.
Одно из двух зданий из «охранного списка» городского головы Виталия Кличко, которое пытаются уничтожить украинские застройщики с начала полномасштабного российского вторжения на территорию Украины.

## История

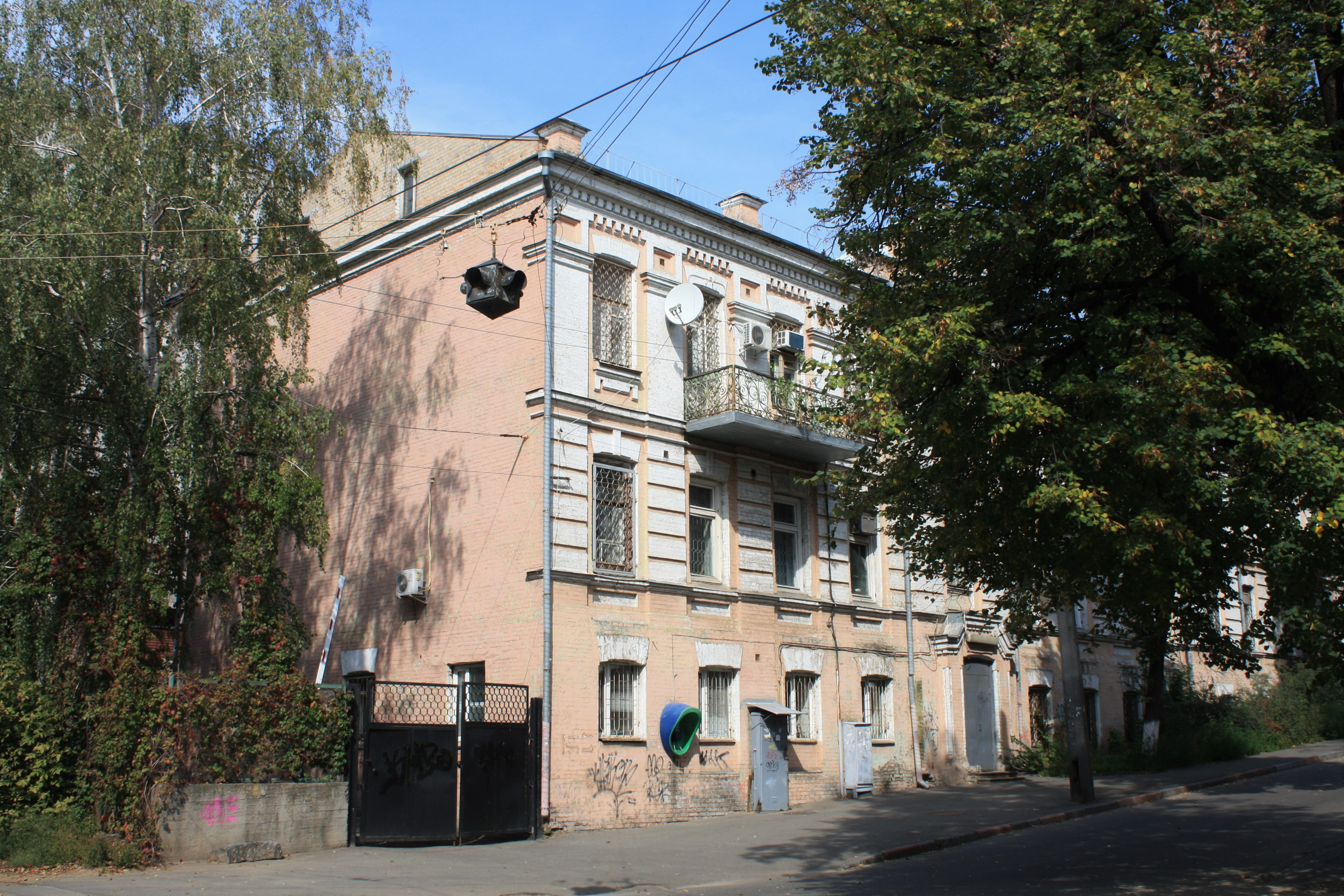
Здание Лукьяновского полицейского участка

Здание построено в 1902 году по проекту архитектора Ипполита Николаева.
Строение имеет два этажа, выполнено в кирпичном стиле, и декорировано узором кирпичной кладки. Здесь находилась участковая канцелярия и казённая квартира полицейского пристава. Со стороны главного фасада были расположены городские казармы и столовая.
Со стороны Скобелевской улицы размещались камеры предварительного содержания арестантов, а также было помещение архива.
Полицейским отделением это здание являлось как до революции 1917 года, так и после. Советская милиция уехала из него в 1958 году. После обретения Украиной независимости дом неоднократно перепродавали. Затем здесь до 2013 года располагалась налоговая инспекция Украины.
В 2013 году здание стало принадлежать кипрскому оффшору. 27 февраля 2019 года в здании устроили пожар.
По состоянию на 2021 год дом стоит заброшенный. В нём не редко случаются пожары. 31 августа 2021 года здание попало в список построек с охранным статусом исторических зданий, находящихся под угрозой уничтожения.
В 2022 году после вмешательства киевской городской прокуратуры, здание смогли вернуть в собственность городской общины. В мае 2024 года Елена Терещенко сообщила о том, что неизвестные начали разрушать здание, а затем вызвали полицию, которая запретила демонтаж и составила протокол.